# Kokorou
Kokorou este o comună rurală din departamentul Téra, regiunea Tillabéri, Niger, cu o populație de 71.200 locuitori (2001).